# Julia Ann
Julia Ann (Los Ángeles, California; 8 de octubre de 1969) es una actriz pornográfica, directora y estríper estadounidense.

## Biografía

### Infancia
Julia Ann, nombre artístico de Julia Ann Tavella, nació en octubre de 1969. Pasó gran parte de su infancia conviviendo con su abuela y su tía, ya que tanto su padre como su madre trabajaban. En casa de su abuela, Ann creció rodeada de animales, especialmente de caballos, una de sus pasiones.
Con doce años, Julia y sus padres se mudaron a la montaña, a un pueblo llamado Idyllwild-Pine Cove, en California. Pese a que Ann era reticente a marcharse, sus padres querían educar a sus hijos fuera de la ciudad, lo que acentuó el afecto de Ann por los animales. Poco después se enroló en una escuela de preparación para la universidad. Sin embargo, cuando cumplió diecisiete años, Ann decidió salir del entorno rural y volver con su abuela a Los Ángeles, donde se interesaría por el modelaje. Con dieciocho años Ann realizó sus primeras sesiones fotográficas.
Allí se adentró en el mundo del espectáculo y del streaptease, concretamente en un local llamado The Rainbow Bar & Grill. En ese local conoció a una amiga que se dedicaba a la lucha de barro con un grupo conocido como Tropicana. A partir de esa persona fue como Ann conoció a Janine Lindemulder, también actriz porno y por aquel entonces luchadora de barro. Las dos juntas formaron la pareja de luchadoras de barro conocidas como Blondage, que gozó de gran popularidad.

### Carrera como actriz porno
Tras aproximadamente un año de Blondage, Julia y Janine se aventuran en el cine porno. En 1993, ambas debutan en la película Andrew Blake's Hidden Obsessions. Los premios que recibe por la misma lanzan rápidamente su carrera y le permiten fichar por Vivid en 1995. A partir de entonces, Ann comenzó a trabajar estrechamente con Blake en más filmes como en "Les Femmes Erotique", donde Ann es la estrella protagonista. Aprovechando el buen momento de las dos rubias pornstars, Ann y Janine deciden lanzar "Blondage The Movie", dirigida por Tony English. La película del dúo fue todo un éxito a nivel comercial, así como de todo tipo de merchandising entre los que se incluyeron calendarios, carteles o libros de historietas.
Sin embargo, Ann decidió dar un vuelco repentino a su vida y se matriculó en la universidad durante dos semestres, donde asegura que se relacionó con las altas esferas del centro, entre ellos algunos decanos. En 2001, y tras un breve paso por Digital Playground (1999), firma con Wicked.
Debuta en su nueva compañía con la película Hercules, una comedia porno con ambientación mitológica dirigida por Jonathan Morgan. Dos años después, Beautiful le permite hacerse con el Premio AVN a la Mejor actriz. Tras dejar Wicked en 2004, decide retomar su relación contractual con ellos en el año 2006.
Esta nueva etapa supone también un cambio de registro para la actriz que decide rodar un porno más duro del que tenía acostumbrado. Así, en Julia Ann: Hardcore (2006) se le puede ver realizando su primera escena de sexo anal. Repetiría poco después en  Julia Ann Reflexxxions  (2007) y en Around The World In Seven Days (2007).
En mayo de 2007 decide no continuar ligada a Wicked por su deseo de rodar un porno cada vez más gonzo. Esto se plasma en títulos como Cougar Club (2008), Dirty Rotten Mother Fuckers 2 (2008), dirigida por Jules Jordan o Hand to Mouth 7 (2008).
Julia Ann fue una de las siete actrices pornográficas (junto a Ava Addams, Jayden Jaymes, Alexis Texas, Kristina Rose, Rachel Starr y Gina Lynn) mencionadas en la canción YouPorn.com Anthem de Brian McKnight.
Hasta la actualidad, ha grabado más de 1400 películas como actriz, y ha rodado como directora cerca de 50.

## Vida personal
Está divorciada del director Michael Raven, con el que contrajo matrimonio el 21 de junio de 2003.

## Curiosidades
- Tiene un característico tatuaje en el pecho derecho en forma de pequeño corazón negro.
- Además de operarse los pechos y los labios, se operó la nariz para corregir la rotura de tabique que le produjo la coz de un caballo.[7]
- Es miembro de PETA.
- Es mencionada en la canción Stargazer de la banda Mother Love Bone.

## Premios y nominaciones

### AVN

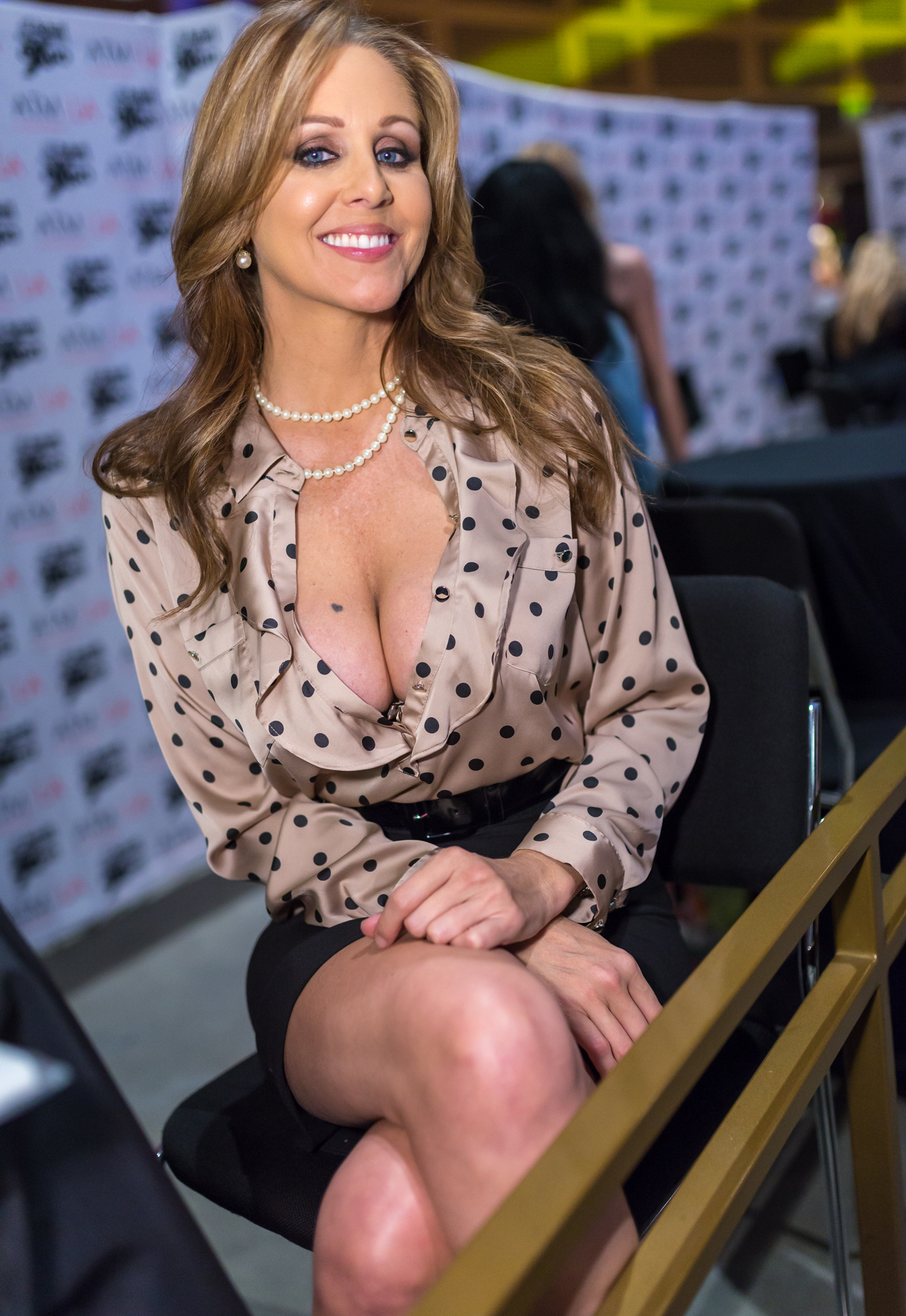
Julia Ann en la AVN Adult Entertainment Expo (2015)

- 1994 - Best All-Girl Sex Scene – Film por Hidden Obsessions[8]
- 2000 - Best All-Girl Sex Scene – Film por Seven Deadly Sins[8]
- 2004 - Best Actress – Video por Beautiful[8]
- 2004 - AVN Hall of Fame (Ingreso)[9]
- 2010 - Best Makeup por The 8th Day[10]
- 2010 - MILF/Cougar Performer of the Year[10]
- 2011 - MILF/Cougar Performer of the Year[11]
- 2013 - MILF/Cougar Performer of the Year[12]
- 2015 - Hottest MILF (Premio de los fan)[13]

### XRCO
- 1994 - Best Girl-Girl Scene por Hidden Obsessions[14]
- 2009 - MILF of the Year[15]
- 2011 - MILF of the Year[16]
- 2012 - XRCO Hall of Fame (Ingreso)[17]

### XBIZ
- 2014 - MILF Performer of the Year[18]

### NightMoves
- 2013 - Best MILF Performer (Premio de los fan)[19]